# 90 minuti a New York
90 minuti a New York (The Angriest Man in Brooklyn) è un film del 2014 diretto da Phil Alden Robinson.
La pellicola, con protagonista Robin Williams, è il remake del film del 1998 Mar Baum, scritto e diretto da Assi Dayan.

## Trama
Una mattina, Henry Altman si sveglia arrabbiato, come al solito, ma con un forte mal di testa che lo spinge a precipitarsi in ospedale. Non trovando il suo medico, Henry viene visitato da Sharon, una nuova dottoressa ancora non ripresasi dal recente suicidio del suo amato gatto. Quando Sharon gli comunica di essere stato colpito da un aneurisma cerebrale Henry comincia a sbraitare e a chiederle insistentemente quanto tempo gli rimane, esasperata dal suo atteggiamento la dottoressa risponde casualmente che gli restano solo novanta minuti. Henry si rende conto di dover approfittare degli ultimi istanti per rimediare agli errori commessi durante l'intera esistenza. Comincia così una forsennata corsa per le strade di Brooklyn alla ricerca della moglie Bette, del figlio Tommy e del fratello Aaron, mentre Sharon, resasi conto dell'errore commesso, cerca disperatamente di rintracciarlo prima che sia troppo tardi.

## Produzione
Le riprese del film iniziano il 10 settembre e terminano il 14 ottobre 2012; si svolgono a New York, tra Brooklyn ed i JC Studios, con le scene in ospedale girate al Queens Hospital Center della città di Jamaica.

## Promozione
Il primo trailer viene diffuso il 4 aprile 2014.

## Distribuzione
La pellicola è stata distribuita, in numero di copie limitate nelle sale cinematografiche statunitensi, ed in video on demand, a partire dal 23 maggio 2014, mentre in Italia arriva il 9 aprile 2015 nel mercato direct to video.

### Divieti
Il film è stato vietato negli Stati Uniti d'America ai minori di 17 anni non accompagnati da adulti per la presenza di contenuto sessuale e linguaggio non adatto.